# Paca
Chi Cuniculus chứa 2 loài paca sinh sống tại Nam Mỹ, do vậy hiện tại không có tên gọi bằng tiếng Việt. Nó là chi duy nhất trong họ Cuniculidae.

## Các loài
- Cuniculus paca: Paca đất thấp
- Cuniculus taczanowskii: Paca núi